# Horace Johnson
Horace Thomas Johnson (Fulham, 30 de diciembre de 1886-Bromley, 12 de agosto de 1966) fue un deportista británico que compitió en ciclismo en la modalidad de pista.
Participó en los dos Juegos Olímpicos de Verano en los años 1908 y 1920, obteniendo dos medallas, plata en Londres 1908 y dos plata en Amberes 1920. Ganó dos medallas en el Campeonato Mundial de Ciclismo en Pista, plata en 1920 y oro en 1922.

## Medallero internacional
| Juegos Olímpicos   | Juegos Olímpicos      | Juegos Olímpicos | Juegos Olímpicos         |
| Año                | Lugar                 | Medalla          | Competición              |
| ------------------ | --------------------- | ---------------- | ------------------------ |
| 1908               | Londres (Reino Unido) | Medalla de plata | Tándem                   |
| 1920               | Amberes (Bélgica)     | Medalla de plata | Velocidad individual     |
| 1920               | Amberes (Bélgica)     | Medalla de plata | Persecución por equipos  |
| Campeonato Mundial |                       |                  |                          |
| Año                | Lugar                 | Medalla          | Competición              |
| 1920               | Amberes (Bélgica)     | Medalla de plata | Velocidad individual (A) |
| 1922               | París (Francia)       | Medalla de oro   | Velocidad individual (A) |